# Betevé
Betevé (estilitzat betevé), anteriorment anomenada Barcelona TV o BTV, és un mitjà de comunicació audiovisual gestionat per una societat anònima municipal de l'Ajuntament de Barcelona.

## Història

### Orígens
Barcelona Televisió va néixer l'any 1984 com a televisió de districte. A partir del 1989 van començar les emissions conjuntes de les 10 emissores de districte que formaven part de la Coordinadora Barcelona Comunicació (CBC), i el 1993 es va signar el primer conveni de col·laboració entre l'Ajuntament de Barcelona i la CBC per desenvolupar la televisió local a Barcelona. A partir d'aleshores, l'Ajuntament en va assumir la gestió a través de l'empresa municipal Informació i Comunicació de Barcelona (ICB SA Spm), mantenint la col·laboració amb la Coordinadora.

### 1994 - Inici de les emissions
BTV va iniciar les seves emissions el 3 de novembre del 1994 des dels estudis ubicats a la Via Laietana de Barcelona, inaugurant la programació amb un informatiu de mitja hora, Barcelona Notícies, conduït pels periodistes Enric Calpena, Josep Vilar i Isabel Gaset, que s'emetia a les 20 h, a les 21.30h i a mitjanit. La programació informativa es va completar ben aviat amb un debat setmanal i una entrevista realitzada pel periodista Joan Barril.

### 1997 - L'ull de BTV
El setembre de 1997, amb Manuel Huerga, BTV va adoptar com a imatge corporativa de la cadena un ull. Es feien peces curtes d'uns cinc minuts de durada que es repetien al llarg del dia en un magazín de nou format, el qual va atorgar a la televisió l'entitat que la feia ser reconeguda per l'audiència. Tot això sense deixar de banda la informació ciutadana i cultural, que s'oferia mitjançant butlletins horaris, una agenda d'actualitat cultural i un informatiu que donava pas a un programa que aprofundia en un tema diferent cada dia, La Nit.
Els canvis en la programació de la cadena van coincidir amb l'aparició al mercat del format MiniDV, que oferia una qualitat millor a un cost relativament baix. BTV va ser, per exemple, una de les primeres televisions que va emetre un xat en directe, moderat per un periodista de la cadena, en el qual podien participar els telespectadors.
L'emissora també va donar un nou sentit a la participació ciutadana amb el Videomaton, un programa que mostrava una selecció del minut de fama que aconseguien totes les persones que introduïen una moneda de 100 pessetes a les màquines instal·lades a diversos llocs de la ciutat. La carta d'ajust, en la qual participava El Tricicle, sovint reproduïa un aquari amb peixos, es va convertir en un tret distintiu de la cadena.

### 2001 - Més continguts
A partir de l'any 2001, BTV va tornar a fer un pas endavant en l'aposta per la qualitat amb la producció de més programes propis centrats en el debat, sota la direcció de Joan Tàpia. Els temes ciutadans, la política, la literatura, la ciència i l'esport van convertir-se en els eixos centrals d'una graella en la qual es van introduir algunes cares populars.
Alguns dels programes més destacats van ser Ciutat Oberta (Glòria Serra), TeleMonegal (Ferran Monegal), Saló de Lectura (Emilio Manzano), El temps del Picó (Alfred Rodríguez Picó) o el programa de ciència Einstein a la platja (Lluís Reales). També cal destacar l'estrena, el 3 de febrer del 2003, de l'informatiu Infonit, que llavors es feia conjuntament entre BTV i la Xarxa de Televisions Locals (XTVL).

### 2004 - Trasllat al 22@

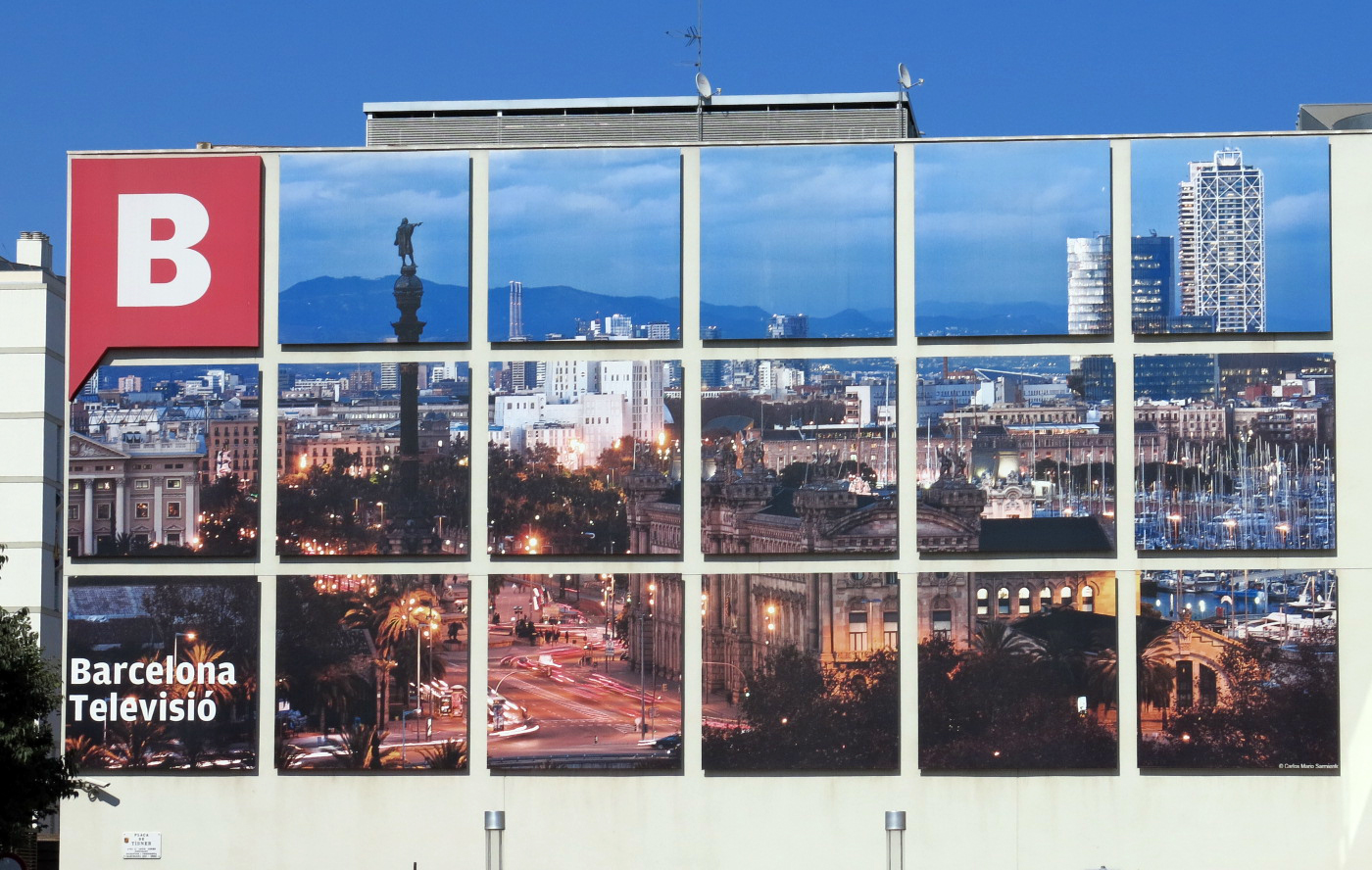
Edifici de BTV el 2013

L'any 2004, BTV va començar una nova etapa amb l'inici de les emissions durant les 24 hores al dia i el trasllat, el setembre del 2005, a la nova seu del 22@, al Poblenou. La nova infraestructura va permetre fer un important pas endavant en la producció i la realització de projectes més ambiciosos, en dotar-se de noves possibilitats tecnològiques.
En aquesta etapa, Ricard Domingo era el director de BTV, i es van estrenar programes com el magazín informatiu matinal diari Hola Barcelona (Olga Valencia i Ferran Vergés), el magazín d'entreteniment La Tarda (amb Elisenda Roca i Adam Martín), reportatges i documentals sobre diferents aspectes de la ciutat com Construint Barcelona, i les sèries destinades a la recuperació de la memòria històrica, com Barcelona: Ciutadans en temps de guerra, Barcelona sota el franquisme i El somni de Barcelona.
En l'àmbit cultural destacava Qwerty, que va prendre el relleu del Saló de Lectura, i programes que permetien la difusió cultural de la ciutat com B360º, És.a.BCN, La Cartellera i Èxit. Pel que fa al debat polític i ciutadà, l'aposta va ser Contrapunt (amb Josep Maria Balcells), que després va donar pas a Espai Públic (amb Antonio Franco).
També es van mantenir i consolidar els programes capaços de fidelitzar els seus segments d'audiència. Cal destacar Telemonegal (amb Ferran Monegal), per l'èxit inqüestionable que va assolir en una cadena local, El temps del Picó (amb Alfred Rodríguez Picó) o La porteria (amb Pitu Abril).
L'any 2005 també van començar les emissions amb la nova TDT, essent la primera cadena local de l'estat espanyol en emetre en aquesta tecnologia.
La diversificació dels suports també va ser una de les fites aconseguides en aquesta etapa. Així, a banda de l'emissió de BTV, l'edició digital del Diari de Barcelona i el Canal Metro (actualment Mou tv) van incorporar continguts produïts per BTV. També es va posar en marxa el servei de vídeo a la carta i d'emissió en streaming a través del web.

### 2008 - Els reptes de la TDT
Aquesta etapa ve marcada per la constitució d'un nou consell d'administració, que a través d'un concurs públic nomenà el periodista Àngel Casas com a nou director. En els inicis de la seva etapa, Casas nomenà Xavier Muixí director d'informatius, i Miquel Terren director d'antena i continguts. Aquest equip es va afegir a la resta de l'equip directiu, format pel director tècnic, Jordi Colom; la directora econòmica, Carme Ponte; i el director comercial i de comunicació, Carlos Alonso-de-Porres.
En aquesta etapa va néixer la nova marca BTV Notícies, amb la qual s'impulsaren més edicions informatives al llarg del dia, a més a més d'Infobarris, Les notícies de les 10 i el portal web BTVnotícies.cat. La promoció dels informatius es complementa amb l'augment de programes de producció pròpia com per exemple el magazín Connexió Barcelona, així com d'altres que reflecteixen l'actualitat social i cultural de la ciutat a través de l'oci i la cultura, amb El Pla B i Àrtic; el debat, amb La Rambla; les entrevistes, amb Terrícoles; la música, amb Música Moderna; i fins i tot la cuina, amb Taula reservada i La vida en dolç.
El gener del 2014, BTV va assumir la gestió de la ràdio municipal de Barcelona, Barcelona FM. El periodista Rafael de Ribot va ser nomenat cap d'Antena i Continguts de la ràdio municipal.

### 2015 - El nou model transmèdia
El 2015, Sergi Vicente (ex-corresponsal de Televisió de Catalunya a Pequín) va prendre el relleu d'Àngel Casas al capdavant de BTV. El projecte de la nova direcció va ser la migració del model lineal clàssic de televisió i ràdio a un model transmèdia en què els continguts s'adapten als diferents canals/pantalles/suports i als múltiples tipus de consum que es consideren estratègics en cada moment. En aquesta línia, s'hi incorporà una direcció d'estratègia i participació liderada per Rosa Alba Roig.

### 2017 - betevé

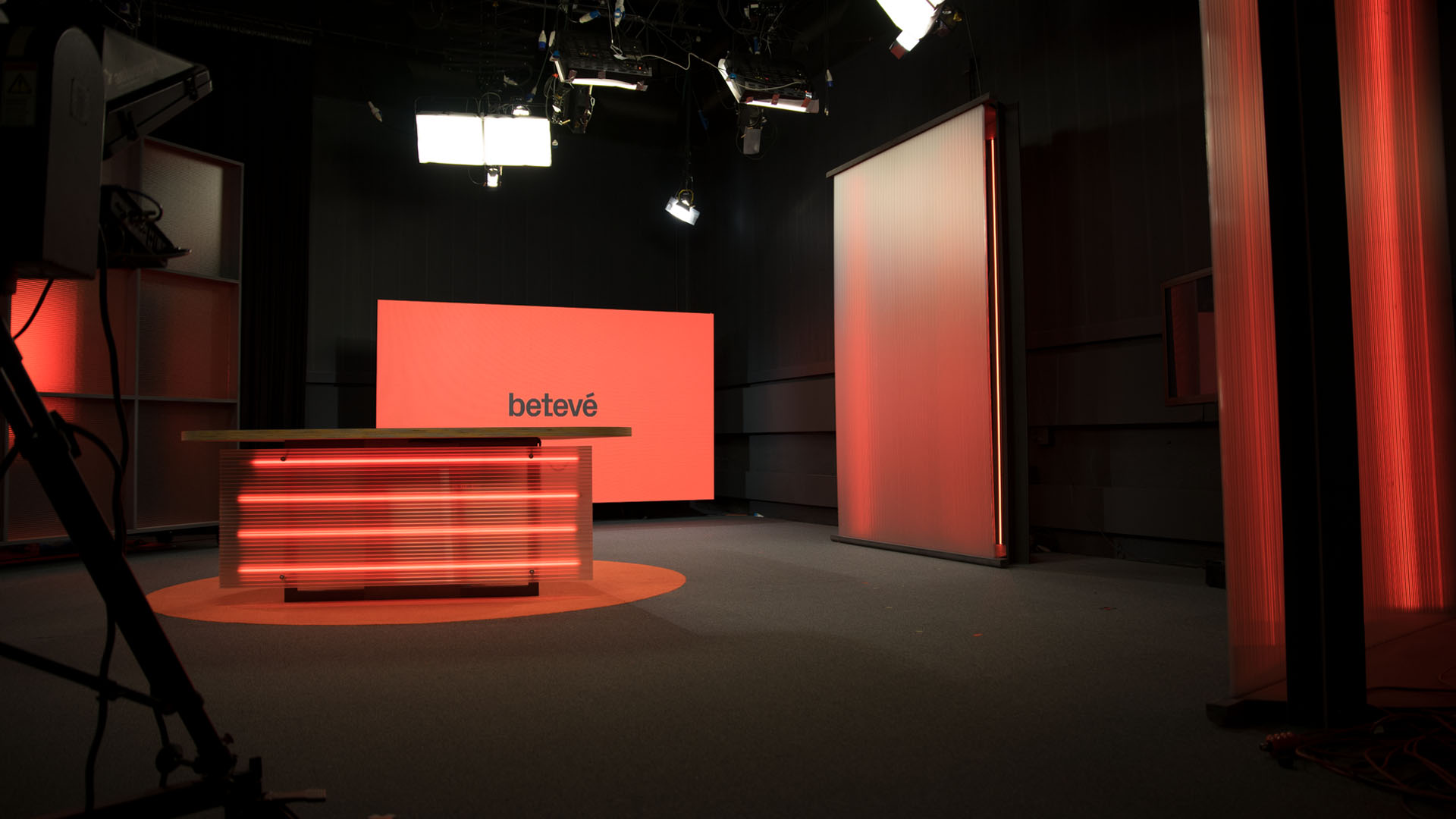
Plató d'informatius de betevé

El 31 de gener del 2017 es va presentar la nova identitat corporativa del mitjà, que va passar a anomenar-se betevé. Aquest canvi d'identitat, dissenyat per Folch Studio, Norte i Goroka, tingué com a objectiu unificar sota una marca única els diversos continguts i estils de la televisió en tots els seus suports (televisió, ràdio, web i xarxes socials).

### 2021 - Crisi pressupostària
Betevé va tenir unes pèrdues de 7,7 milions d'euros en el seu exercici del 2019 anual, 4,5 dels quals correspondrien a l'IVA reclamat per l'Agència Estatal de l'Administració Tributària. L'Ajuntament va sufragar la totalitat del dèficit.
El 2021 va haver d'acomiadar nou treballadors, al·ludint les pèrdues acumulades, obrint així un conflicte laboral que va tenir una vaga de diversos dies durant les festes de la Mercè del mateix any.
El febrer del 2022, la cadena va anunciar que tancaria els programes Àrtic, La cartellera i La família barris, i que acomiadaria dotze treballadors en el marc d'un pla de la direcció per estabilitzar econòmicament el mitjà.
L'octubre del 2024, Sergi Vicente va dimitir del càrrec de director, i el va substituir, el gener del 2025, l'aleshores directora gerent del diari Ara Georgina Ferri.